# Beatrice Temperoni
Beatrice Temperoni (født 12. oktober 2006 i Sanremo) er en cykelrytter fra Italien, der sendt kørte for Team Rytger Carl Ras.
Ved European Youth Olympic Festival 2022 vandt hun bronzemedalje i linjeløb, kun overgået af Cat Ferguson og Jessica Ostiz.